# Революція (фільм, Латвія)
Революція (латис. Revolūcija) — латвійська сюрреалістична комедійна стрічка 2022 року. Режисером і сценаристом виступив Марцис Лацис. У фільмі знялися Іварс Крастс, Армандс Берґіс, Агрис Крапівніцкіс, Роландс Бекеріс, Дана Авотіня-Лаце, Томс Ауніньш, Каспарс Думбурс, Яна Лісова та сам Марцис Лацис.

## Сюжет
Події фільму розгортаються залаштунками театрального життя. Один із провідних акторів Малого театру отримує запрошення продовжити кар'єру в Великому театрі, що призводить до кризи та абсурдних ситуацій серед трупи. Фільм порушує питання честолюбства, творчої свободи та внутрішньої боротьби в артистичному середовищі.